# یلنا وارطانیان
یلنا ماقاکی وارطانیان (ارمنی: Ելենա Մաղաքի Վարդանյան؛  - درگذشته زادهٔ ۲۰۱۶) یک سیاستمدار اهل ارمنستان بود که از تاریخ ۱ مه ۲۰۰۹ تا تاریخ ۷ ژانویه ۲۰۱۶ عضو شورای عمومی جمهوری ارمنستان بود.

## زندگی‌نامه
.  وی در سال ۲۰۱۶ درگذشت.

## یادداشت
1. ↑  Հայաստանի Հանրապետության հանրային խորհրդի անդամներ